# Chaniszqali
Der Chaniszqali (georgisch ხანისწყალი) ist ein linker Nebenfluss des Rioni im Süden der georgischen Region Imeretien.
Der Chaniszqali entspringt im Meschetischen Gebirge auf etwa 2200 m Höhe unweit der Grenze zu Samzche-Dschawachetien. Er fließt anfangs in nördlicher, später in nordwestlicher Richtung und anschließend erneut in nördlicher Richtung in einem engen, bewaldeten Tal durch das Bergland. Bei Baghdati erreicht er den östlichen Teil der Kolchischen Tiefebene, dort auch als Imeretische Tiefebene bezeichnet. Etwa 15 km weiter nordnordwestlich mündet er schließlich in den vom Rioni durchflossenen Warziche-Stausee.
Der Chaniszqali hat eine Länge von 57 km. Er entwässert ein Areal von 914 km². Sein mittlerer Abfluss beträgt 22,8 m³/s.